# Budynek Miejskiego Przedszkola nr 39 w Katowicach
Budynek Miejskiego Przedszkola nr 39 w Katowicach – budynek przedszkola, położony w Katowicach przy ulicy Gliwickiej 212, na terenie dzielnicy Załęże. Został on oddany do użytku w 1937 roku jako jeden z budynków załęskiego ogrodu jordanowskiego, a wzniesiono go w stylu funkcjonalistycznym z elementami stylu okrętowego. 

## Historia

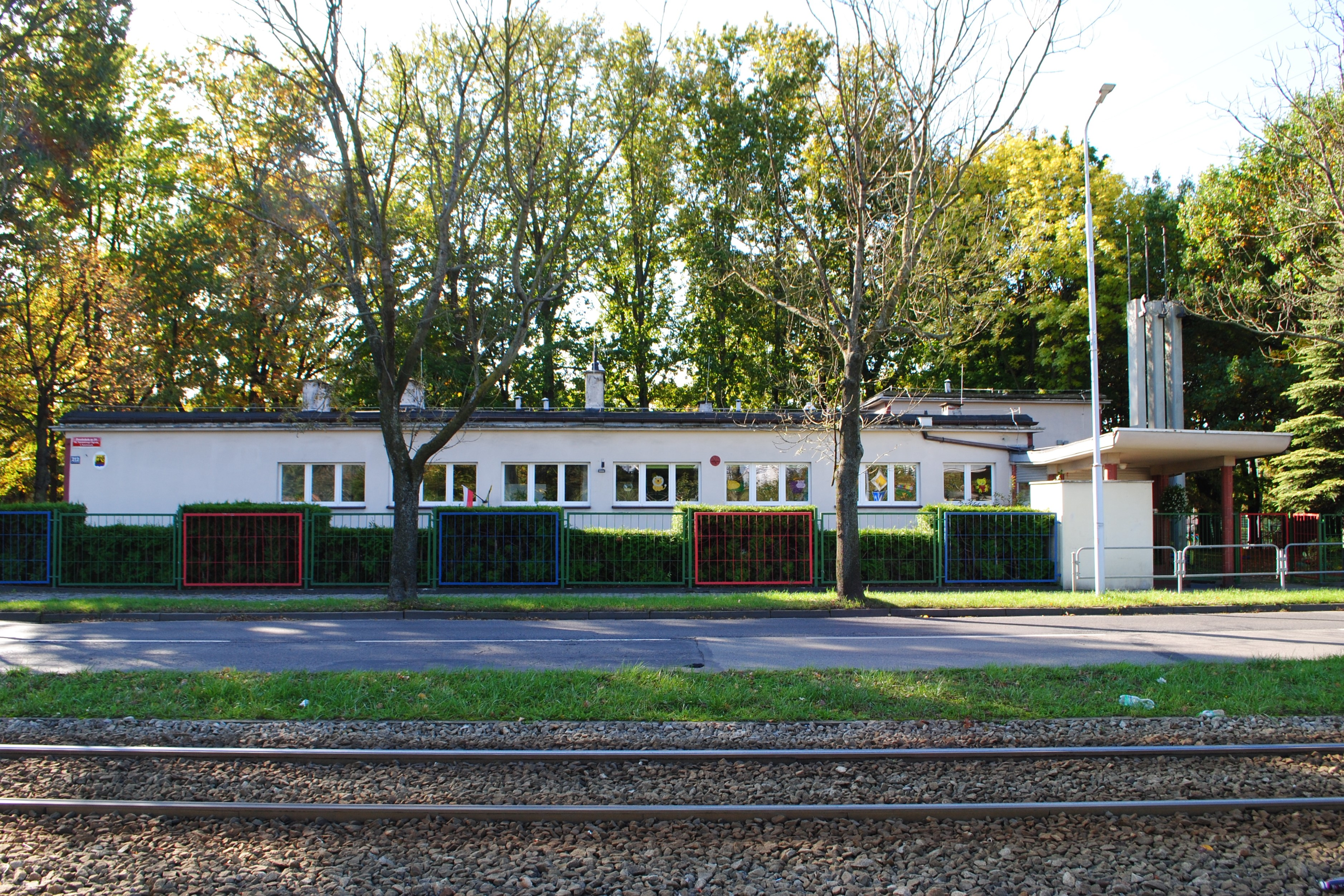
Budynek przedszkola od strony ulicy Gliwickiej (2024)

Gmach przedszkola powstał w latach 30. XX wieku wraz z sąsiednim budynkiem przy ulicy Gliwickiej 214, będące częścią wzniesionego w tym okresie ogrodu jordanowskiego. Budowa samego budynku została ukończona w 1937 roku i pełnił pierwotnie funkcję harcówki. Został on poświęcony 1 września tego samego roku, a budynek określano wówczas pawilonem dla półkolonii letnich Towarzystwa Ogrodów Działkowych „Świt”. Gmach wraz z ogrodem jordanowskim zaprojektował warszawski architekt Kazimierz Wędrowski.
Decyzję o budowie ogrodu jordanowskiego w Załężu podjęła Rada Miejska Katowic 23 września 1937 roku, a został ukończony rok później. Załęski pawilon stał się jednym z trzech obiektów sieci ogrodów jordanowskich powstałych na terenie Katowic przed 1939 rokiem. Prócz załęskiego kompleksu, ogrody jordanowskie na obszarze współczesnych Katowic wzniesiono w Śródmieściu przy ulicy Barbary 25 (Miejskie Przedszkole nr 3 w Katowicach) i Dąbrówce Małej przy ulicy gen. J. Hallera 72 (Miejskie Przedszkole nr 38 w Katowicach).
W latach 1960–1973 w Załężu działał Dom Kultury Dzieci i Młodzieży – od 1973 roku funkcjonujący jako Młodzieżowy Dom Kultury w Katowicach. Przejął on część tradycji załęskiego ogrodu jordanowskiego. Pierwotnie miał on siedzibę w budynku harcówki, a w 1971 roku został on przeniesiony do budynku dawnej szatni. Rok później w budynku dawnej harcówki otwarto przedszkole. 
26 lipca 2010 roku Rada Miasta Katowice przy budynku przedszkola ustanowiła park Załęski. Śląski Wojewódzki Konserwator Zabytków w Katowicach zawiadomił 20 marca 2023 roku o wszczęciu z urzędu postępowania wpisania budynku Miejskiego Przedszkola nr 39 im. Tajemniczego Ogrodu w Katowicach do rejestru zabytków nieruchomych województwa śląskiego. Ostatecznie w tym samym roku Śląski Wojewódzki Konserwator Zabytków orzekł o niewpisaniu obiektu do rejestru zabytków (decyzją z 28 lipca 2023 roku).

## Charakterystyka
Budynek będący siedzibą Miejskiego Przedszkola nr 39 im. Tajemniczego Ogrodu w Katowicach położony jest przy ulicy Gliwickiej 212 w Katowicach, na terenie dzielnicy Załęże. Budynek zbudowano w stylu funkcjonalistycznym z elementami stylu okrętowego, a charakterystycznym elementem budynku przedszkola są znajdujące się przy nim trzy żelbetowe słupy zwieńczone wizerunkami koni szachowych. Powierzchnia użytkowa budynku wynosi 657 m², a powierzchnia zabudowy 464 m². Ma on jedną kondygnację nadziemną i jedną podziemną.
Budynek jest otoczony zielenią dawnego ogrodu jordanowskiego, w tym parku Załęskiego.
Budynek Miejskiego Przedszkola nr 39 wraz z trzema żelbetowymi słupami i terenem dawnego ogrodu jordanowskiego wpisany jest do gminnej ewidencji zabytków miasta Katowice. Właścicielem gmachu jest miasto Katowice.

## Galeria

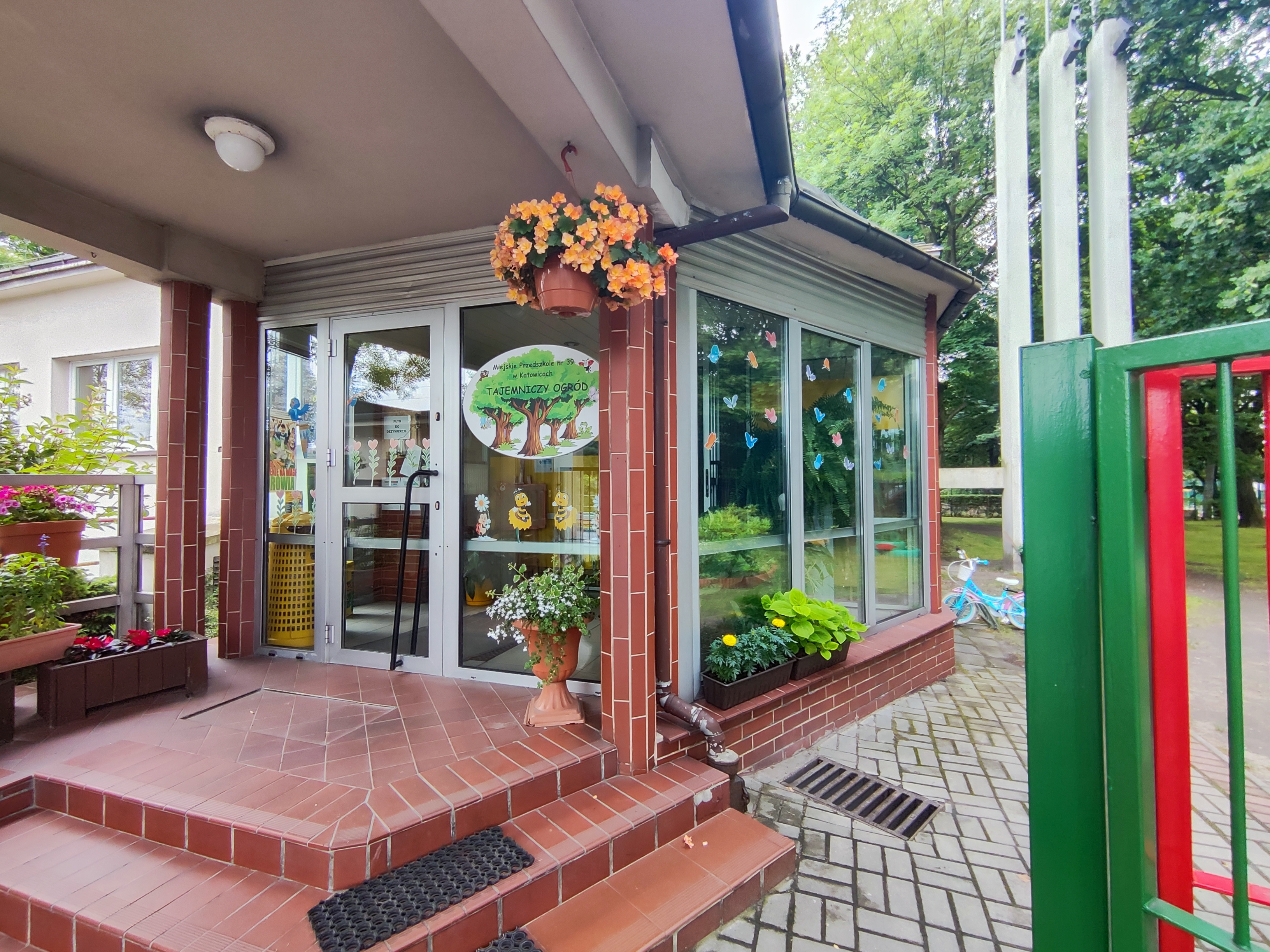
Wejście do budynku przedszkola (2023)
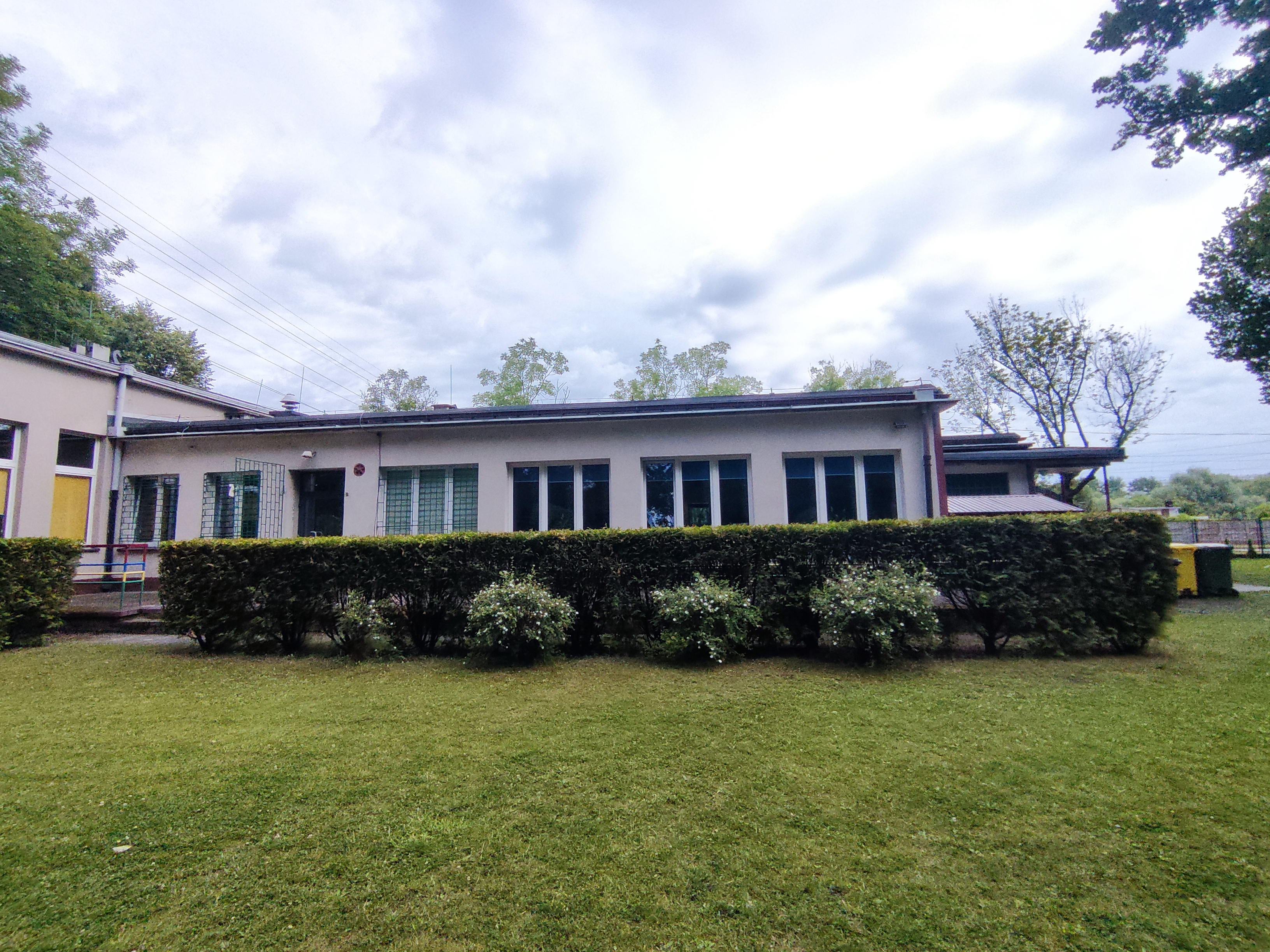
Fragment południowej elewacji budynku (2023)
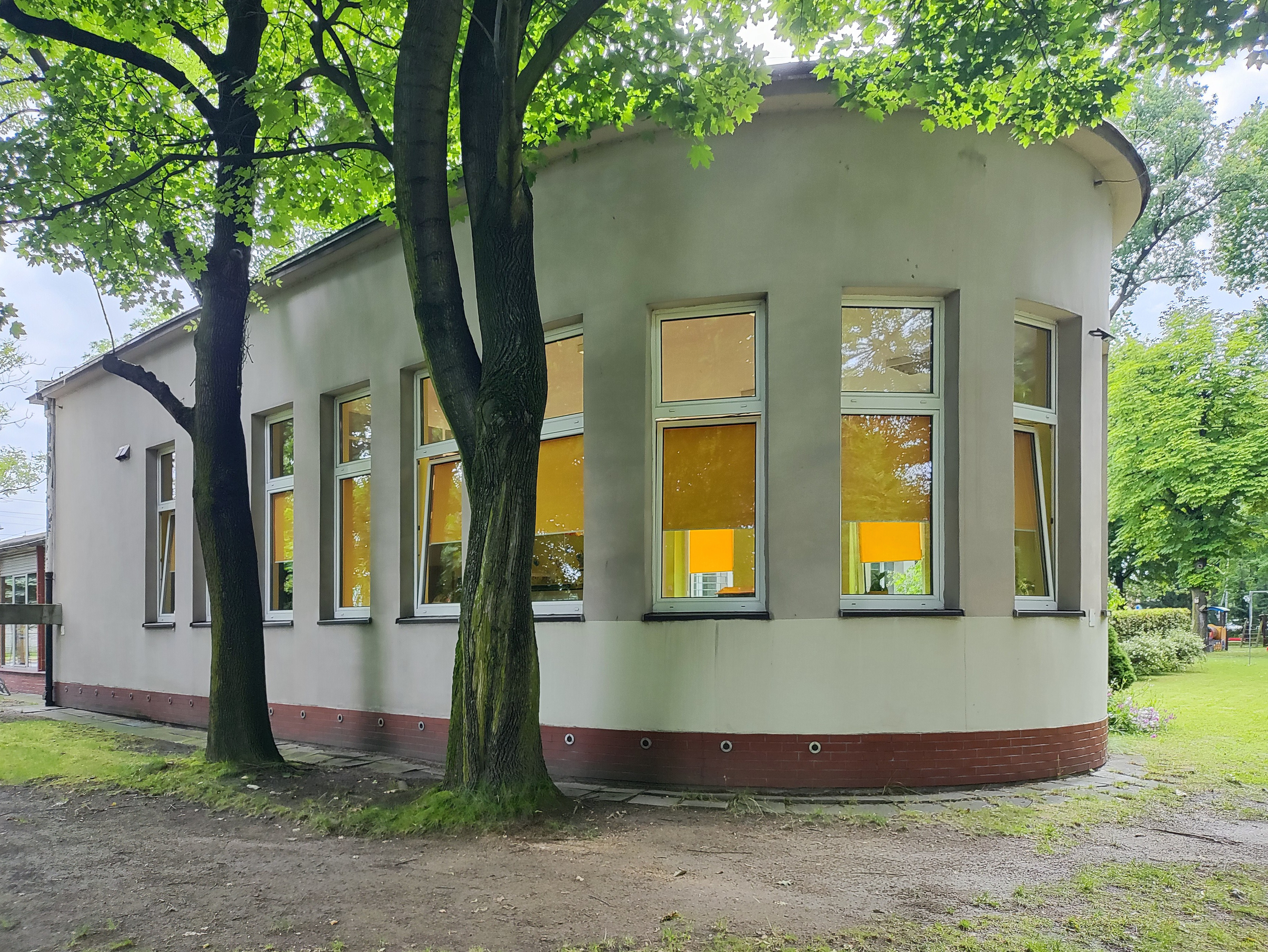
Zokrąglony, zachodni segment budynku przedszkola (2023)
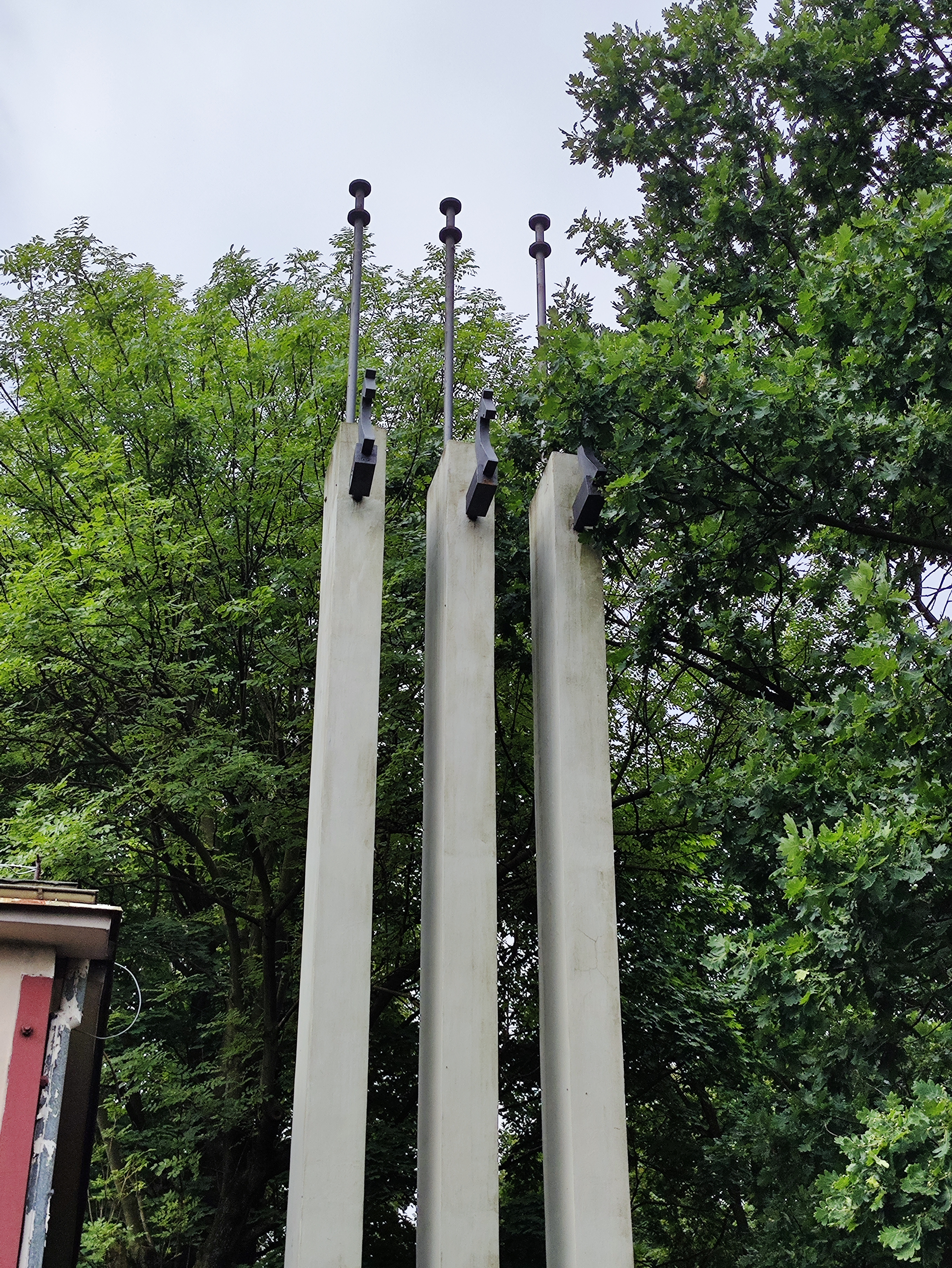
Trzy żelbetowe słupy zwieńczone wizerunkami koni szachowych (2023)